# اون‌اوکیته
اون‌اوکیته (به ژاپنی: 御掟) حکمی بود که در دوره آزوچی–مومویاما چند روز پس از اعدام تایکو (کانپاکوی بازنشسته|مشاور امپراتور بازنشسته)، تویوتومی هیده‌تسوگو (مرگ روز پانزدهم از ماه هفتم سال چهارم بونروکو)، در سال ۱۵۹۵ برابر با روز سوم از ماه هشتم سال چهارم بونروکو توسط رژیم تویوتومی صادر شد. این حکم دو بخش داشت یک بخش آن ۵ بندی و بخش دیگر آن ۹ بند داشت که در هر دو در یک روز صدور شد.

## زمینه
زمینه
در ژوئیه سال چهارم بونروکو، تویوتومی هیده‌یوشی ناگهان به برادرزاده اش، تویوتومی هیده‌تسوگو به ظن عصیان علیه خود دستور که در کوه کویا دست به هاراکیری بزند. پس از آن، هیده‌یوشی تمامی خانواده هیده‌تسوگو را کشت. در این مورد، هیده‌یوشی گمان می‌کرد که او با ایجاد رابطه ازدواج بین دایمیوها، دارد دسته‌سازی انجام می‌دهد و برای شورش آماده می‌شود. هیده‌یوشی ۲۹ ارباب (دایمیو) را وادار کرد که تا نسبت به پسرش تویوتومی هیده‌یوری سوگند وفاداری یاد کرده با خون خود بر روی سوگندنامه انگشت بزنند. هیده‌یوشی که از اتحاد و شورش دایمیوها پس از کشتن برادرزاده اش واهمه داشت برای کنترل آنان نخست یک حکم با پنج بند وضع شده‌است، مانند ممنوعیت ازدواج بین دایمیوها بدون اجازه او و منع اتحاد با مبادله پیمان‌نامه، پس از آن این بندها را برای کنترل کوگه (اشرافیان درباری) و دهقانان به نه بند افزایش داد.
۵ بندی:
ازدواج بین دایمیوها (اربابان فئودالی) بدون اجازه هیده‌یوشی ممنوع است.
ردوبدل کردن پیمان وفاداری چه بین دایمیوهای بزرگ و چه کوچک ممنوع است.
صبر و حوصله در هنگام بحث و نزاع لفظی منطقی است و باید رعایت شود.
اگر کسی شکایتی انجام دهد، باید هر دو طرف برای تحقیق احضار شوند.
تخت روان مخصوص حمل افراد مسن است و جوانان باید سوار بر اسب شوند.
۹ بندی:
1. تشریح وظیفه و کار کوگه (اشرافیان درباری)
2. دستورالعمل برای راهبان
3. توضیح در مورد خراج سالانه
4. مالکیت غیر دایمیو را از داشتن خانه یا استخدام بسیاری از کارمندان منع می‌کند، و همچنین تعداد همسران غیر اصلی دایمیو را محدود می‌کند.
5. دادن خدمات مناسب برای قلمروها یک وظیفه است.
6. شکایت مستقیم بردن به شوگون یا مقامات عالی‌رتبه فقط برای افراد مسن مجاز است.
7. تا زمانی که اجازه کسب نشود کسی نباید از مهری با طرح گل داودی که مختص به امپراتور ژاپن و طرح پالونیا که به رژیم تویوتومی اختصاص دارد برای استفاده شخصی استفاده کند.
8. دستور در مورد نوشیدن مشروبات الکلی
9. پنهان کردن صورت با ماسک و حرکت با هویت کاذب ممنوع است.

## بررسی اجمالی
هدف از این احکام مانع شدن از اتحاد دایمیو‌ها به هدف عصیان در برابر تویوتومی هیده‌یوشی بود.